# Tinkoff Credit Systems
Tinkoff Credit Systems (código UCI: TCS) fue un equipo ciclista italiano de categoría Profesional Continental que disputó dos temporadas (2007 y 2008). Era financiado por el multimillonario ruso Oleg Tinkov.
Tuvo su base en el equipo continental Tinkoff Restaurants, que solo estaba integrado por ciclistas rusos. De los once integrantes de la plantilla, ocho pasaron al nuevo Tinkoff Credit Systems.
El propietario Oleg Tinkov trabajó las relaciones del equipo con el ciclismo italiano, lo cual permitió, además de tener en plantilla a varios ciclistas italianos, ser invitado a las carreras más importantes organizadas por la empresa RCS, incluyendo el Giro de Italia.
Utilizaban bicicletas de competición de Colnago y componentes de Campagnolo.
El equipo ruso Katusha es considerado su heredero en el pelotón, aunque la nueva formación (fundado para 2009) tenía nuevos propietarios, patrocinadores y una licencia UCI ProTeam, además de estar registrado en otro país, Rusia. En otro orden, Oleg Tinkov patrocina desde el año 2013 el equipo Tinkoff, registrado en Rusia, compitiendo en la UCI WorldTour y siendo uno de los equipos más potentes del pelotón.

## Palmarés destacado
Para el palmarés completo, véase Palmarés del Tinkoff Credit Systems.

### Grandes Vueltas
- Giro de Italia
  - 2008: 2 etapas (Pavel Brutt y Vasil Kiryienka)

### Otras carreras
- Trofeo Laigueglia: 2007 (Mikhail Ignatiev)
- Circuito de Lorena: 2007 (Jörg Jaksche)

## Principales corredores

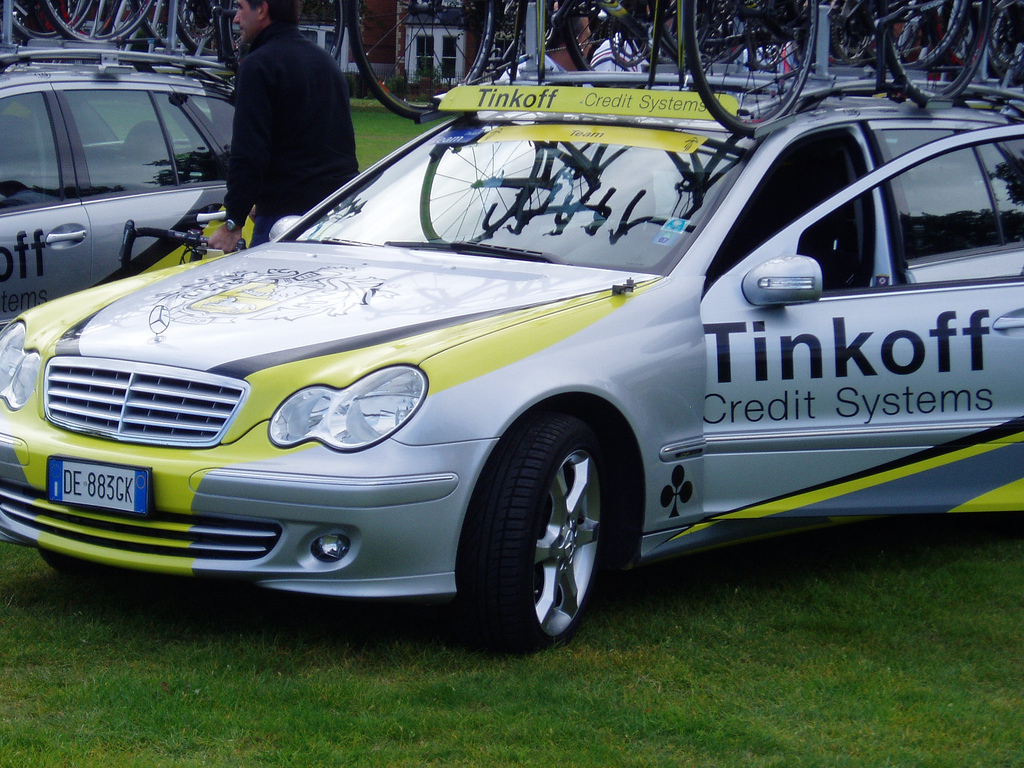
Vehículo del equipo.

Para las plantillas completas, véase Plantillas del Tinkoff Credit Systems.
- Pável Brutt
- Mikhail Ignatiev
- Vasil Kiryienka
- Salvatore Commesso
- Luca Mazzanti
- Danilo Hondo
- Yevgeni Petrov
- Nikolay Trusov